# Simulium horokaense
Simulium horokaense är en tvåvingeart som beskrevs av Ono 1980. Simulium horokaense ingår i släktet Simulium och familjen knott. Inga underarter finns listade i Catalogue of Life.